# اونو، فوکوشیما
اونو، فوکوشیما (به لاتین: Ono, Fukushima) یک منطقهٔ مسکونی در ژاپن است که در استان فوکوشیما واقع شده‌است. اونو ۱۲۵٫۱۱ کیلومترمربع مساحت و ۱۰٬۴۱۶ نفر جمعیت دارد.